# Dyminy (gmina)
Dyminy (1867–1870 i 1973–1976 Suków) – dawna gmina wiejska istniejąca do 1954 roku w woj. kieleckim. Siedzibą władz gminy były Dyminy. 
Gmina powstała w połowie 1870 roku, za Królestwa Polskiego z obszaru zniesionej gminy Suków; należała do powiatu kieleckiego w guberni kieleckiej (utworzonej w 1867).
W okresie międzywojennym gmina Dyminy należała do powiatu kieleckiego w woj. kieleckim. Po wojnie gmina zachowała przynależność administracyjną. Według stanu z dnia 1 lipca 1952 roku gmina składała się z 8 gromad: Bilcza, Dyminy, Kowala, Leśniówka, Mójcza, Posłowice, Suków i Zagórze.
Jednostka została zniesiona 29 września 1954 roku wraz z reformą wprowadzającą gromady w miejsce gmin. Po reaktywowaniu gmin z dniem 1 stycznia 1973 roku gminy Dyminy nie przywrócono, utworzono natomiast jej terytorialny odpowiednik, gminę Suków.